# Regió Nord del Brasil
La Regió Nord (en portuguès Região Norte) és una regió del Brasil formada pels estats d'Acre, Amapá, Amazones, Pará, Rondônia, Roraima i Tocantins. Les principals ciutats de la regió són: Manaus, Belém, Porto Velho, Macapá, Rio Branco, Santarém, Ananindeua, Boa Vista, Palmas, Araguaína, Gurupi, Porto Nacional, Paraíso do Tocantins, Marabá, Parintins, Tabatinga, Vilhena, Altamira, Coari, Santana i Cruzeiro do Sul. La subdivisió del Brasil en regions no és política o administrativa, sinó que només és feta amb fins geogràfics, econòmics i estadístics. Així, quan ens referim a la «Regió Nord» es parla dels territoris localitzats a la part nord del país, que tenen com a característica comuna el predomini del clima equatorial i una significativa part de la vegetació dels quals és formada per la selva amazònica.

## Història

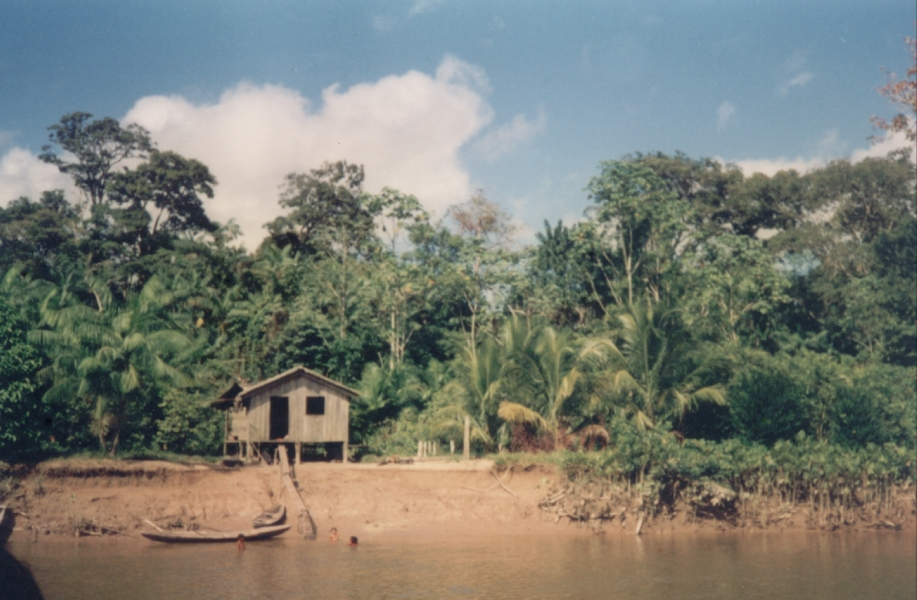
Casa de caboclo (mestís d'indis i blancs) vora un riu amazònic

Els primers habitants de la Regió Nord, com a la resta del Brasil, van ser els indígenes de diverses tribus que vivien en diversos llogarets des del litoral fins a l'interior, des del període precolombí fins a l'arribada dels europeus.
Els espanyols, entre ells Francisco de Orellana, van organitzar expedicions d'exploració pel riu Amazones per conèixer la regió. Després del seu viatge amb Orellana, Gonzalo Hernández de Oviedo y Valdés va escriure a Venècia una carta al cardenal Pietro Bembo on lloava la fauna i la flora existents a la regió en aquella època.
El 1616 hi van arribar els portuguesos, que van construir forts militars per defensar la regió contra la invasió d'altres pobles. Els portuguesos també es van interessar per les riqueses de la selva amazònica. La regió també va ser escenari de l'actuació dels bandeirantes, homes que penetraven a l'interior del territori brasiler a la recerca de riqueses i d'indis per fer-los esclaus. Els missioners van acudir-hi per catequitzar els indis, els quals reunien en missions. Aquestes missions van donar origen a diverses ciutats.
Durant el segle xix els brasilers d'altres regions, principalment del Nord-est, van venir per a la Regió Nord a fi de treballar en l'extracció del cautxú. Durant el començament del segle xix moltes famílies japoneses van venir a treballar en colònies agrícoles. Els japonesos van iniciar la plantació del pebre i del jute.
Durant les dècades del 1960, 1970 i 1980, els governs militars van implantar un gran pla d'integració d'aquesta regió amb les altres regions del Brasil, incloent la construcció de diverses carreteres (com la carretera Transamazònica), la instal·lació d'indústries i la creació de la zona franca de Manaus.

## Geografia

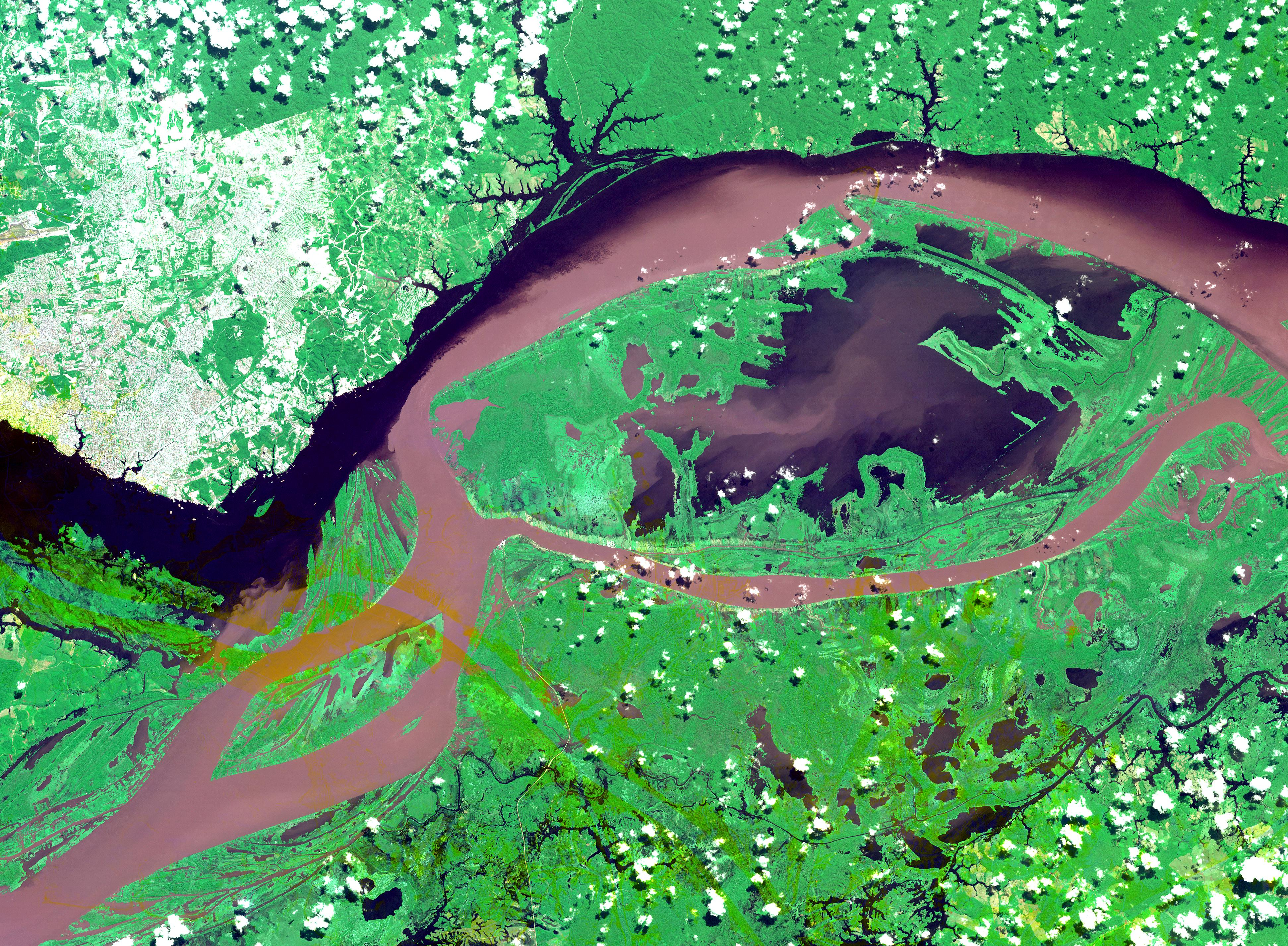
Imatge de satèl·lit d'una part de la plana amazònica

Amb una àrea de 3.659.637,9 km², que correspon al 42,27% del territori brasiler, és la regió brasilera més gran pel que fa a la superfície. En aquesta regió es localitzen els dos més estats més extensos del Brasil, que són Amazones i Pará, i també els tres municipis brasilers més grans: Altamira, Barcelos i São Gabriel da Cachoeira. Cadascun d'aquests tres posseeix més de 100.000 km² de superfície, una extensió superior a aproximadament 105 estats del món.
La regió limita al sud amb els estats del Mato Grosso i Goiás, a més de Bolívia a l'est, Maranhão, Piauí i Bahia a oest, i amb el Perú, Colòmbia, Veneçuela, Surinam, Guyana i la Guaiana Francesa al nord.
La regió nord és la més extensa de les regions brasileres. És també la regió menys poblada i amb menys habitants per quilòmetre quadrat.
El relleu de la Regió Nord és constituït per tres grans unitats: 
- Planes i terres baixes amazòniques
- Altiplà de la Guaiana
- Altiplà central

Hi predominen la selva densa i heterogènia, el clima càlid i humit i els rius extensos i cabalosos que travessen terres d'una altitud generalment poc elevada. A la regió nord hi ha una vasta extensió d'àrees protegides, trobant-se una tercera part dels Parcs Nacionals del país, com per exemple el major del Brasil, el Parc Nacional Muntanyes Tumucumaque.

### Altiplà de la Guaiana
L'altiplà de la Guaiana o escut guaianès es localitza al nord de la plana amazònica i és constituït per terrenys cristal·lins. Es perllonga cap a Veneçuela, Guyana, Surinam i la Guaiana Francesa. A l'àrea de frontera entre aquests països i el Brasil apareix la regió de les Serres, constituïda –d'oest a est– per les serres de l'Imeri o Tapirapecó, Parima, Pacaraima, Acaraí i Tumucumaque. És en aquesta regió on es troben els punts més alts del país: el Pico da Neblina, amb 2.993 m, i el Pico 31 de Março, a la serra de l'Imeri (estat de l'Amazones, amb 2.972 m.

## Economia
L'economia de la regió es basa en les activitats industrials, d'extracció vegetal i de mineria, fins i tot de petroli i gas natural, en l'agricultura i la ramaderia, a més de les activitats turístiques.
El 2007, el producte interior brut (PIB) de la Regió Nord representava el 5,05% del nacional. La participació percentual de cada estat en el PIB nacional es presenta a la taula següent:
| Estats    | PIB (em R$ 1 000) | % del PIB nacional |
| --------- | ----------------- | ------------------ |
| Pará      | 49.507.000        | 1,86               |
| Amazones  | 42.023.000        | 1,60               |
| Rondônia  | 15.003.000        | 0,56               |
| Tocantins | 11.094.000        | 0,42               |
| Amapá     | 6.022.000         | 0,23               |
| Acre      | 5.761.000         | 0,22               |
| Roraima   | 4.169.000         | 0,16               |

### Activitats d'extracció
Extracció vegetal

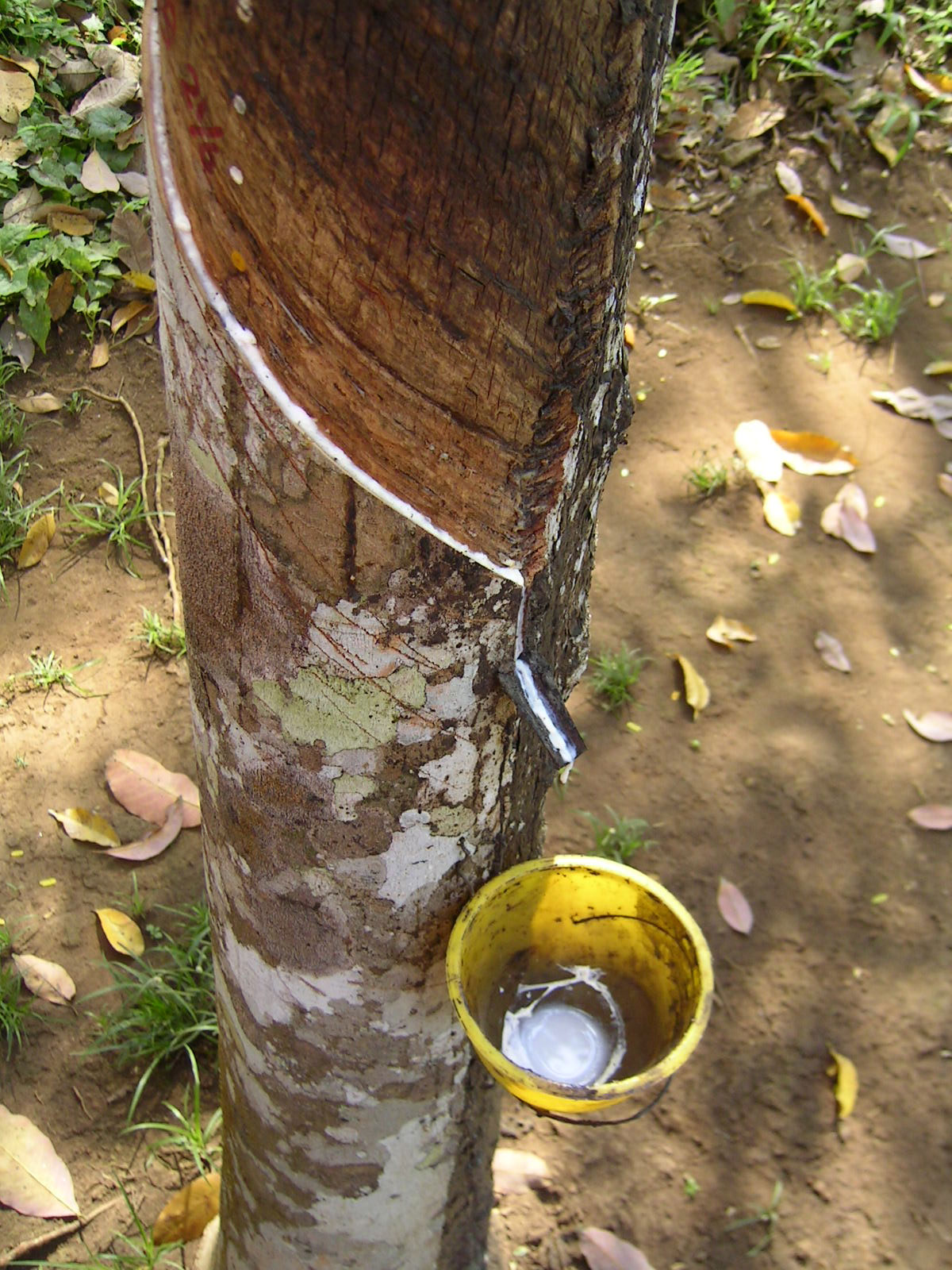
Extracció de làtex d'un arbre del cautxú o seringueira (en portuguès).

Aquesta activitat, que ja va ser la principal de la Regió Nord, ha perdut importància econòmica en els últims anys. Actualment la fusta és el principal producte d'extracció de la regió; la seva producció es concentra en els estats de Pará, Amazones i Rondônia. El cautxú ja no representa la base econòmica de la regió, com va ser en el segle xx, malgrat que encara es produeix als estats de l'Amazones, Acre i Rondônia. Com a conseqüència de l'avanç de les àrees destinades a l'activitat agropecuària, s'ha esdevingut una gran reducció de les àrees cobertes pels arbres del cautxú.
Extracció animal
L'extracció animal, representada per la caça i pesca, també es practica a la regió. Amb una fauna extremadament rica, la regió ofereix una gran varietat de peixos –hi destaquen el tucunaré, el tambaquí i el pirarucú–, així com tortugues i una gran varietat d'altres espècies. El producte d'aquesta activitat, generalment, ajuda a completar l'alimentació de l'habitant del Nord, composta per arròs, carabassa, fesols, blat de moro, bananes, etc.
Extracció mineral
L'extracció mineral es basa en la recerca i extracció de minerals metàl·lics, com l'or a la Serra Pelada, diamants, alumini, estany i ferro en gran escala a la Serra dos Carajás. El manganès i el níquel es troben a l'oest de Pará, mentre que a la Serra do Navio, a l'estat d'Amapá, hi ha mines de bauxita i manganès. S'extreu petroli i gas natural del camp d'Urucum, a l'estat d'Amazones, que és el tercer productor de petroli més gran del Brasil. Al districte de Bom Futuro, a Ariquemes (Rondônia), es troba la mina de cassiterita a cel obert més gran del món. A Espigão d'Oeste, també a l'estat de Rondônia, hi ha una mina de diamants a la reserva dels amerindis d'ètnia Cinta Larga.

### Ramaderia
El paisatge predominant a la regió Nord - la gran Selva Amazònica - no és propícia a la ramaderia. Malgrat això, la implantació de projectes agropecuaris ve estimulant aquesta activitat al llarg de les carreteres Belém-Brasília i Brasília-Acre, principalment a causa de la facilitat de contacte amb els mercats del Sud-est i Centre-Oest. La creació animal practicada és del tipus extensiu i volta gairebé que exclusivament per a la creació de bovís. Grans transnacionals apliquen molt capital en immenses propietats ocupades per aquesta activitat.